# Medaille „60 Jahre Streitkräfte der UdSSR“

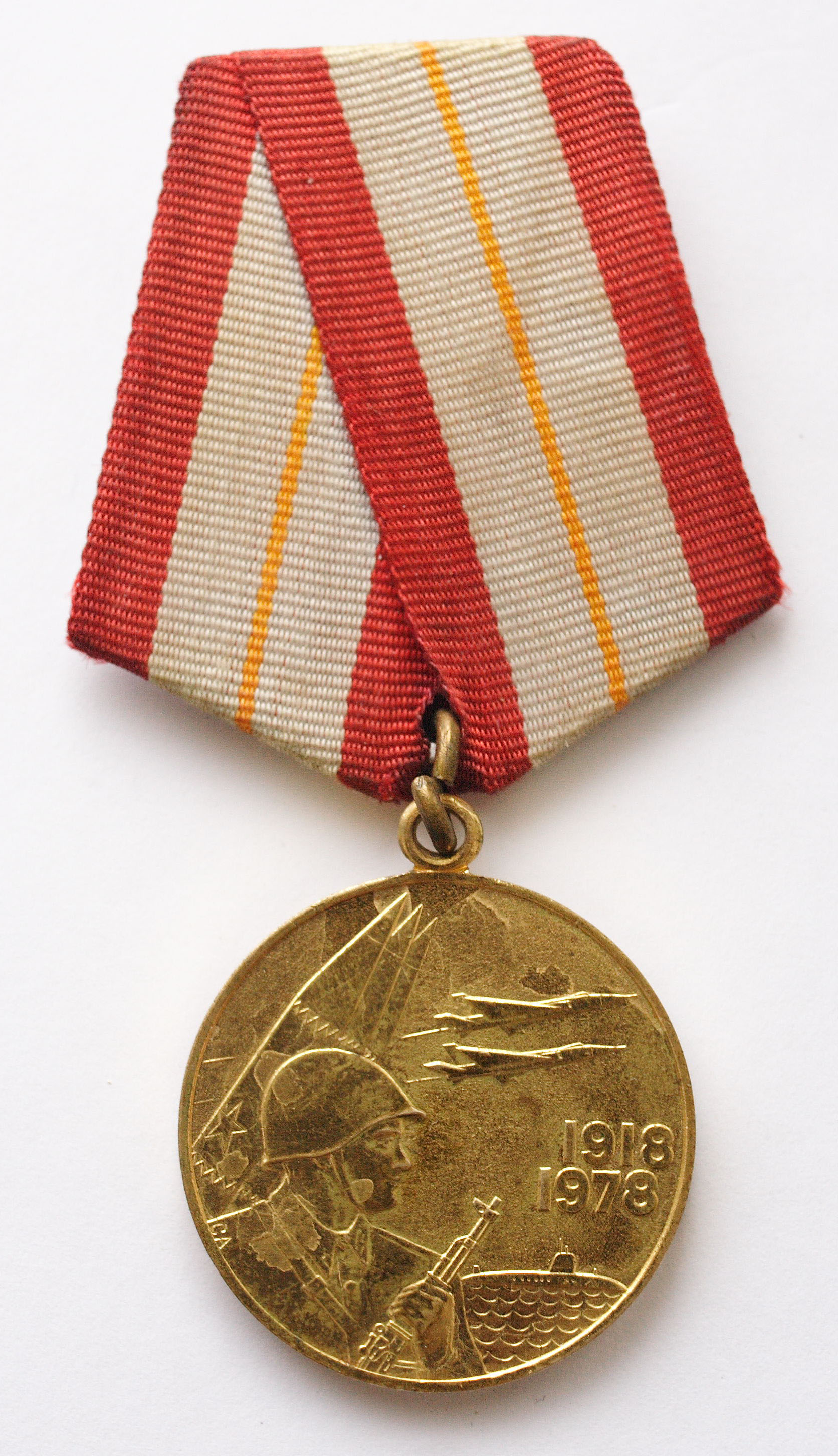
Avers der Medaille

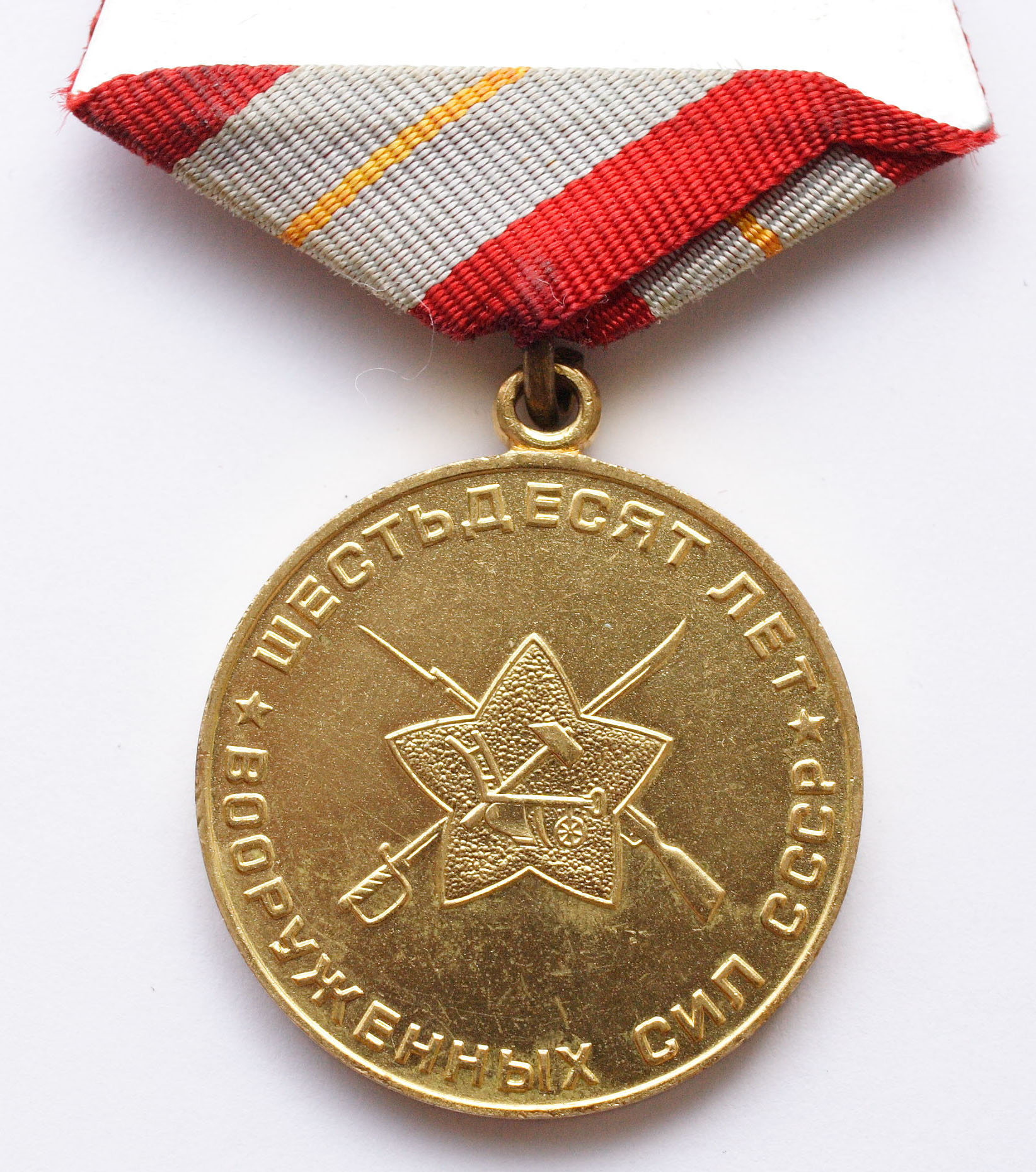
Revers der Medaille

Die Medaille „60 Jahre Streitkräfte der UdSSR“ (russisch Юбилейная медаль «60 лет Вооружённых Сил СССР») war eine Auszeichnung der Sowjetunion, welche am 28. Januar 1978 anlässlich des 60. Jahrestages der sowjetischen Streitkräfte in einer Stufe gestiftet wurde.
Die vergoldete Medaille aus Messing mit einem Durchmesser von 32 mm zeigt auf ihrem Avers die Symbolik der Roten Armee mit ihren Teilstreitkräften in Form eines Heeresangehörigen, eines U-Bootes, zweier Flugzeuge und dreier Raketen. Rechts davon sind die Jahreszahl 1918–1978 zu lesen. Das Revers der Medaille zeigt innerhalb der Umschrift: шестьдесят лет (Sechzig Jahre) Вооруженные силы СССР (Streitkräfte der UdSSR) einen Sowjetstern mit Hammer und Pflug sowie zwei gekreuzte Symbole in Form eines Gewehrs mit Bajonett und eines Degens. Getragen wurden die Medaille an der linken Brustseite des Beliehenen an einer pentagonalen roten Spange, in deren Mitte ein grauer senkrechter Mittelstreifen eingewebt ist. In diesem wiederum ist ein mittiger gelber Streifen eingelassen. Die Interimspange ist von gleicher Beschaffenheit. Es wurden 10.723.340 Medaillen verliehen.